# 뉴타입 전용기
뉴타입 전용기(영어: Mobile Suit/Mobile Armour for Nettype, 일본어: ニュータイプ専用機)는 애니메이션 《기동전사 건담》을 비롯한 《건담 시리즈》에 등장하는 가공의 병기 분류 중 하나인 모빌 슈트(MS)나 모빌 아머(MA) 중 뉴타입이 조종하여 그 능력을 발휘할 수 있도록 개발된 것을 말한다.
뉴타입이란 개념은 《기동전사 건담》을 비롯한 우주세기를 무대로 한 작품과 《기동신세기 건담 X》를 비롯한 애프터 워를 무대로 한 작품에 등장한다.

## 같이 보기
- 뉴타입